# عملة افتراضية
العملة الافتراضية أو المال الافتراضي هي عملة رقمية غير مقنّنة غالبًا، يصدرها مطوّروها ويتحكّمون بها عادةً، ويستعملها ويقبلها أعضاء مجتمع افتراضي إلكترونيًّا. في عام 2014، عرّفت السلطة المصرفية الأوروبية العملة الافتراضية بأنها «تمثيل رقمي للقيمة، ليس صادرًا عن مصرف مركزي ولا عن سلطة عامة، ولا هو مرتبط بعملة حكومية، ولكنه مقبول عند الجهات الطبيعية أو القانونية وسيلة للدفع، ويمكن نقله أو تخزينه أو المتاجرة به رقميًّا». أما العملات الرقمية الصادرة عن المصرف المركزي فتسمى عملات البنك المركزي الرقمية.

## تعريفات
في عام 2012، عرّف المصرف المركزي الأوروبي العملة الافتراضية بأنها «نوع غير مقنن من المال الرقمي، يصدره مطوروه ويتحكمون به، ويستعمله ويقبله أفراد مجتمع افتراضي ما».:13
في عام 2013، خالفت شبكة مكافحة الجرائم المالية في الولايات المتحدة، وهي مكتب في الخزانة الأمريكية، تشريعاتها التي تعرّف العملة بأنها «الأموال الورقية أو المعدنية التي تصدرها الولايات المتحدة أو أي دولة أخرى وهي عملة قانونية موجودة في السوق ومقبولة وسيلةً للدفع في بلد إصدارها»، وتسمّى هذه أيضًا «العملة الحقيقية»، فعرّفت العملة الافتراضية بأنها «وسيلة مقايضة تعمل كالعملة في بعض البيئات ولكنها لا تجمع كل صفات العملة الحقيقية». العملة الرقمية ليس لها مكانة العملة القانونية في أي بلد.
في عام 2014، عرّفت السلطة المصرفية الأوروبية العملة الافتراضية بأنها «تمثيل رقمي للقيمة، ليس صادرًا عن مصرف مركزي ولا عن سلطة عامة، ولا هو مرتبط بعملة حكومية، ولكنه مقبول عند الجهات الطبيعية أو القانونية وسيلة للدفع، ويمكن نقله أو تخزينه أو المتاجرة به رقميًّا».
في عام 2018، دخل التوجيه 2018/843 الصادر عن البرلمان الأوروبي والمجلس حيّز التنفيذ. يعرّف هذا التوجيه المصطلح «عملات افتراضية» بأنه «تمثيل رقمي للقيمة، ليس مضمونًا ولا صادرًا عن مصرف مركزي ولا عن سلطة عامة، ولا هو مرتبط بالضرورة بعملة حكومية، وليس له صفة العملة القانونية، ولكنه مقبول عند الجهات الطبيعية أو القانونية وسيلة للدفع، ويمكن نقله أو تخزينه أو المتاجرة به رقميًّا».

## تاريخ المصطلح
في جلسة كونجرس عن العملات الافتراضية جرت عام 2013، قال بن برنانكي إن هذه العملات «تُرى على أنها نوع من ‹المال الإلكتروني› أو أنها مجال لتقنية نظام مدفوعات تطورت في العقدين الأخيرين»، في إشارة إلى جلسة جرت في عام 1995 عن مستقبل المال، أمام هيئة الخدمات المالية والمصرفية. أُنشئت عملة الإنترنت فلوز عام 1999. يبدو أن مصطلح «عملة افتراضية» صُكّ في نحو عام 2009، بالتوازي مع تطور العملات الرقمية والألعاب المجتمعية.
ومع أن التصنيف الصحيح هو «عملة رقمية»، فإن الحكومة الأمريكية تفضّل مصطلح «عملة افتراضية» وقد استعملتها في كل مستنداتها. كانت شبكة مكافحة الجرائم المالية في الولايات المتحدة الأولى، ثم تبعها مكتب الاستخبارات الفدرالي عام 2012، ثم مكتب المحاسبة العام عام 2013، ووكالات الحكومة التي شهدت في نوفمبر 2013 في جلسة السماع عن البيتكوين، ومنها وزارة الأمن الداخلي، وهيئة الأوراق المالية والبورصات، ومكتب المدعي العام.

## فقدانها لبعض صفات العملة
إن صفات العملة الحقيقية، بتعريف قانون التشريعات الفدرالية الصادر عام 2011، هي أن تكون أموالًا ورقية أو معدنية لها مكانة العملة القانونية وأنها تدور في السوق «عادة».
قررت دائرة الإيرادات الداخلية في مارس 2014 أن تعامل البتكوين والعملات الافتراضية الأخرى على أنها أملاك، لأهداف الضرائب، لا على أنها عملات. اقترح البعض أن هذا يجعل البتكوين غير قابل للاستبدال —أي إن العملة الواحدة ليست مطابقة للعملة الأخرى، خلافًا لغالون النفط الخام مثلًا المطابق لأي غالون نفط خام آخر— وهو ما يعطّل عمل البتكوين من حيث هي عملة. وصرّح آخرون أن إجراءً مثل الحساب على أساس متوسّط السعر سيستعيد قابلية الاستبدال للعملة.